# Tadej Trček
Tadej Trček, pravnik in politik, * 19. marec 1986, Ljubljana, Jugoslavija.
Je soustanovitelj in predsednik Socialistične partije Slovenije (SPS). Na ustanovnem kongresu 25. maja 2016 je bil izvoljen za generalnega sekretarja SPS. Po izobrazbi je diplomirani pravnik (UN) - Evropska pravna fakulteta, kjer je leta 2016 diplomiral iz mednarodno pravnih vidikov razpada SFR Jugoslavije.

## Javno delovanje

### Državnozborske volitve 2018
Na volitvah poslancev v državni zbor 2018 je Trček kandidiral na listi SPS v volilnem okraju Ljubljana Center, Ljubljana Šiška II. Prejel je 46 glasov, kar je predstavljalo 0,21% oddanih glasov v okraju.

### Lokalne volitve 2018
Trček je bil leta 2018 kandidat na lokalnih volitvah, V Občini Log-Dragomer je na listi Socialistične partije Slovenije nastopil kot kandidat za župana, v volilni enoti 1, pa za občinskega svetnika.

### Spor z Leo Majcen, novinarko Planet TV
Tadej Trček je leta 2019 na Novinarsko častno razsodišče (NČR) vložil pritožbo zoper novinarko Planet TV, Leo Majcen. V pritožbi je trdil, da je novinarka kršila več členov Kodeksa novinarjev Slovenija. Po pozivih k dopolnitvi pritožbe je NČR razsodilo v prid novinarke in med drugim navedlo, da "Tadej Trček pogosto ne razume vsebine posameznih členov kodeksa".